# 三苯乙酸
三苯乙酸是一种羧酸，化学式为C20H16O2。它可由三苯甲烷和锂在四氢呋喃中反应后在与二氧化碳反应得到。

## 反应
三苯乙酸和乙醇在硫酸催化下反应，可以得到三苯乙酸乙酯。它和草酰氯在二甲基甲酰胺催化下反应，可以得到三苯乙酰氯。